# Одо
Вижте пояснителната страница за други личности с името Одо.
Одо или Юд (на френски: Odo, Eudes; * ок. 860; † 1 януари 898) е крал на Западното франкско кралство от 888 до 898 г. Той е първият крал от род Робертини.

## Биография
Той е най-възрастният син на граф Робер Силни, граф на Анжу, дук на франките и маркиз на Ньостри (Неустрия), и втората му съпруга Аделхайд фон Тур, дъщеря на граф Хуго фон Тур от род Етихониди. Брат е на Робер I.
Одо е дук на франките и маркиз на Ньостри (Неустрия). Носи титлите херцог на Франция и граф на Париж от 882 или началото на 883 г. Принадлежат му от 886 г. и графствата Анже, Блоа, Тур и Орлеан, дадени му от Карл III. Към края на 887 г. той настойник на крал Карл III и регент на Франция.
Заради храбростта си и умелото водене на войната срещу норманите по време на обсадата на Париж през 885 – 886 г. е коронясан за крал на Западното франкско кралство в Компиен през 888 г. Продължава успешната си война с норманите, но скоро срещу него се разбунтуват бароните. За да задържи трона, Одо се обявява за васал на немския крал Арнулф Каринтийски, но скоро последният подкрепя претендента за короната Шарл.
Одо умира на 1 януари 898 г. в Ла Фер, Пикардия.